# Abbotábád
Abbotábád város Pakisztánban, Haibar-Pahtúnhva tartományban. A város, amely a hasonnevű körzet székhelye, a fővárostól 50 kilométerre északkeletre, Pesavartól 150 kilométerre keletre helyezkedik el, az ország északkeleti részében, 1260 méterrel a tengerszint felett. Abbotábád nevét alapítójáról, a brit James Abbott őrnagyról kapta. Itt bujkált a halálát megelőző években és itt is halt meg Oszáma bin Láden.

## Története

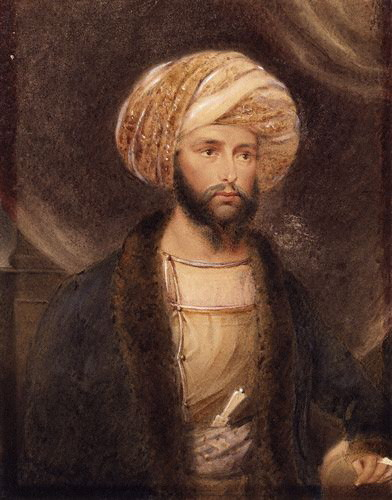
James Abbott 1841-ben (B. Baldwin festménye)

A várost James Abbott brit katonatiszt, a gyarmati közigazgatás első helyi vezetője alapította 1853-ban.

## Lakossága
Az 1998-az népszámláláskor a városnak 106 000 lakosa volt. Egy 2010-es becslés 149 000-re teszi a város lakosságát.